# Atletismo nos Jogos Olímpicos de Verão de 2016 - 800 m masculino
A competição dos 800 metros rasos masculino do atletismo nos Jogos Olímpicos de Verão de 2016 aconteceu entre os dias 12 e 15 de agosto no Estádio Olímpico. 

## Calendário
Horário local (UTC-3).
| Data                          | Horário | Fase          |
| ----------------------------- | ------- | ------------- |
| Sexta, 12 de agosto de 2016   | 10:10   | Eliminatórias |
| Sábado, 13 de agosto de 2016  | 22:08   | Semifinais    |
| Segunda, 15 de agosto de 2016 | 22:25   | Final         |

## Medalhistas
| Ouro   | KEN David Rudisha     |
| Prata  | ALG Taoufik Makhloufi |
| Bronze | USA Clayton Murphy    |

## Recordes
Antes desta competição, os recordes mundiais e olímpicos da prova eram os seguintes:
| Tipo | Atleta        | Tempo   | Local   | Data                |
| ---- | ------------- | ------- | ------- | ------------------- |
|      | David Rudisha | 1:40.91 | Londres | 9 de agosto de 2012 |
|      | David Rudisha | 1:40.91 | Londres | 9 de agosto de 2012 |

## Resultados

### Eliminatórias
Qualificação: Os primeiros 3 em cada bateria (Q) e os 3 mais rápidos (q) avançam para as semifinais.

#### Bateria 1
| Pos. | Atleta            | CON                      | Tempo   | Notas                |
| ---- | ----------------- | ------------------------ | ------- | -------------------- |
| 1    | Ayanleh Souleiman | DJI Djibuti              | 1:45.48 | Q                    |
| 2    | Amel Tuka         | BIH Bósnia e Herzegovina | 1:45.72 | Q                    |
| 3    | Boris Berian      | USA Estados Unidos       | 1:45.87 | Q                    |
| 4    | Kléberson Davide  | BRA Brasil               | 1:46.14 | q                    |
| 5    | Žan Rudolf        | SLO Eslovênia            | 1:46.93 | Recorde da temporada |
| 6    | Antoine Gakeme    | BDI Burundi              | 1:47.46 |                      |
| 7    | Musa Hajdari      | KOS Kosovo               | 1:48.41 |                      |
| –    | Abraham Rotich    | BRN Bahrein              | DSQ     |                      |

#### Bateria 2
| Pos. | Atleta                    | CON            | Tempo   | Notas                |
| ---- | ------------------------- | -------------- | ------- | -------------------- |
| 1    | Adam Kszczot              | POL Polônia    | 1:45.83 | Q                    |
| 2    | Ferguson Cheruiyot Rotich | KEN Quênia     | 1:46.00 | Q                    |
| 3    | Andrés Arroyo             | PUR Porto Rico | 1:46.17 | Q                    |
| 4    | Hamada Mohamed            | EGY Egito      | 1:46.65 | q                    |
| 5    | Rafith Rodríguez          | COL Colômbia   | 1:46.65 | Recorde da temporada |
| 6    | Boitumelo Masilo          | BOT Botsuana   | 1:48.48 |                      |
| 7    | Luke Mathews              | AUS Austrália  | 1:50.17 |                      |
| 8    | Brice Etès                | MON Mônaco     | 1:50.40 |                      |

#### Bateria 3
| Pos. | Atleta               | CON                  | Tempo   | Notas           |
| ---- | -------------------- | -------------------- | ------- | --------------- |
| 1    | David Rudisha        | KEN Quênia           | 1:45.09 | Q               |
| 2    | Rynardt van Rensburg | RSA África do Sul    | 1:45.67 | Q,              |
| 3    | Michael Rimmer       | GBR Grã-Bretanha     | 1:45.99 | Q               |
| 4    | Clayton Murphy       | USA Estados Unidos   | 1:46.18 | q               |
| 5    | Jinson Johnson       | IND Índia            | 1:47.27 |                 |
| 6    | Anthony Romaniw      | CAN Canadá           | 1:47.59 |                 |
| 7    | Lutimar Paes         | BRA Brasil           | 1:48.38 |                 |
| 8    | Benjamín Enzema      | GEQ Guiné Equatorial | 1:52.14 |                 |
| 9    | Alex Beddoes         | COK Ilhas Cook       | 1:52.76 | Recorde pessoal |

#### Bateria 4
| Pos. | Atleta           | CON                               | Tempo   | Notas |
| ---- | ---------------- | --------------------------------- | ------- | ----- |
| 1    | Alfred Kipketer  | KEN Quênia                        | 1:46.61 | Q     |
| 2    | Andreas Bube     | DEN Dinamarca                     | 1:46.67 | Q     |
| 3    | Yassine Hethat   | ALG Argélia                       | 1:46.81 | Q     |
| 4    | Álvaro de Arriba | ESP Espanha                       | 1:46.86 |       |
| 5    | Wesley Vázquez   | PUR Porto Rico                    | 1:46.96 |       |
| 6    | Charles Jock     | USA Estados Unidos                | 1:47.06 |       |
| 7    | Elliot Giles     | GBR Grã-Bretanha                  | 1:47.88 |       |
| 8    | Yiech Biel       | ROT Equipe Olímpica de Refugiados | 1:54.67 |       |
| –    | Joshua Ilustre   | GUM Guam                          | DSQ     |       |

#### Bateria 5
| Pos. | Atleta             | CON               | Tempo   | Notas |
| ---- | ------------------ | ----------------- | ------- | ----- |
| 1    | Taoufik Makhloufi  | ALG Argélia       | 1:49.17 | Q     |
| 2    | Mostafa Smaili     | MAR Marrocos      | 1:49.29 | Q     |
| 3    | Giordano Benedetti | ITA Itália        | 1:49.40 | Q     |
| 4    | Sho Kawamoto       | JPN Japão         | 1:49.41 |       |
| 5    | Jacob Rozani       | RSA África do Sul | 1:49.79 |       |
| 6    | Jozef Repčík       | SVK Eslováquia    | 1:49.95 |       |
| 7    | Nijel Amos         | BOT Botsuana      | 1:50.46 |       |
| 8    | Kevin López        | ESP Espanha       | 1:53.41 |       |

#### Bateria 6
| Pos. | Atleta                  | CON           | Tempo   | Notas |
| ---- | ----------------------- | ------------- | ------- | ----- |
| 1    | Brandon McBride         | CAN Canadá    | 1:45.99 | Q     |
| 2    | Marcin Lewandowski      | POL Polônia   | 1:46.35 | Q     |
| 3    | Mark English            | IRL Irlanda   | 1:46.40 | Q     |
| 4    | Jeff Riseley            | AUS Austrália | 1:46.93 |       |
| 5    | Abubaker Haydar Abdalla | QAT Catar     | 1:47.81 |       |
| 6    | Pol Moya                | AND Andorra   | 1:48.88 |       |
| 7    | Alex Amankwah           | GHA Gana      | 1:50.33 |       |
| –    | Abdelati El Guesse      | MAR Marrocos  | DNF     |       |

#### Bateria 7
| Pos. | Atleta                   | CON                           | Tempo   | Notas |
| ---- | ------------------------ | ----------------------------- | ------- | ----- |
| 1    | Pierre-Ambroise Bosse    | FRA França                    | 1:48.12 | Q     |
| 2    | Mohammed Aman            | ETH Etiópia                   | 1:48.33 | Q     |
| 3    | Amine Belferar           | ALG Argélia                   | 1:48.40 | Q     |
| 4    | Daniel Andújar           | ESP Espanha                   | 1:48.50 |       |
| 5    | Charles Grethen          | LUX Luxemburgo                | 1:48.93 |       |
| 6    | Peter Bol                | AUS Austrália                 | 1:49.36 |       |
| 7    | Francky-Edgard Mbotto    | CAF República Centro-Africana | 1:52.97 |       |
| –    | Musaeb Abdulrahman Balla | QAT Catar                     | DNS     |       |

### Semifinais
Qualificação: 2 primeiros de cada bateira (Q), mais os 2 melhores tempos (q) foram classificados a final.

#### Semifinal 1
| Pos. | Atleta                    | CON              | Tempo   | Notas |
| ---- | ------------------------- | ---------------- | ------- | ----- |
| 1    | Pierre-Ambroise Bosse     | FRA França       | 1:43.85 | Q,    |
| 2    | Taoufik Makhloufi         | ALG Argélia      | 1:43.85 | Q,    |
| 3    | Marcin Lewandowski        | POL Polônia      | 1:44.56 | q,    |
| 4    | Ferguson Cheruiyot Rotich | KEN Quênia       | 1:44.65 | q     |
| 5    | Mostafa Smaili            | MAR Marrocos     | 1:45.78 |       |
| 6    | Kléberson Davide          | BRA Brasil       | 1:46.19 |       |
| 7    | Andrés Arroyo             | PUR Porto Rico   | 1:46.74 |       |
| 8    | Michael Rimmer            | GBR Grã-Bretanha | 1:46.80 |       |

#### Semifinal 2
| Pos. | Atleta               | CON                      | Tempo   | Notas                |
| ---- | -------------------- | ------------------------ | ------- | -------------------- |
| 1    | Alfred Kipketer      | KEN Quênia               | 1:44.38 | Q                    |
| 2    | Boris Berian         | USA Estados Unidos       | 1:44.56 | Q                    |
| 3    | Yassine Hethat       | ALG Argélia              | 1:44.81 | Recorde pessoal      |
| 4    | Amel Tuka            | BIH Bósnia e Herzegovina | 1:45.24 |                      |
| 5    | Rynardt van Rensburg | RSA África do Sul        | 1:45.33 | Recorde pessoal      |
| 6    | Brandon McBride      | CAN Canadá               | 1:45.41 |                      |
| 7    | Andreas Bube         | DEN Dinamarca            | 1:45.87 | Recorde da temporada |
| 8    | Mohammed Aman        | ETH Etiópia              | 1:46.14 |                      |

#### Semifinal 3
| Pos. | Atleta             | CON                | Tempo   | Notas                |
| ---- | ------------------ | ------------------ | ------- | -------------------- |
| 1    | David Rudisha      | KEN Quênia         | 1:43.88 | Q                    |
| 2    | Clayton Murphy     | USA Estados Unidos | 1:44.30 | Q,                   |
| 3    | Adam Kszczot       | POL Polônia        | 1:44.70 |                      |
| 4    | Ayanleh Souleiman  | DJI Djibuti        | 1:45.19 |                      |
| 5    | Mark English       | IRL Irlanda        | 1:45.93 |                      |
| 6    | Giordano Benedetti | ITA Itália         | 1:46.41 | Recorde da temporada |
| 7    | Amine Belferar     | ALG Argélia        | 1:46.55 |                      |
| 8    | Hamada Mohamed     | EGY Egito          | 1:48.17 |                      |

### Final
| Pos.              | Atleta                    | CON                | Tempo   | Notas                |
| ----------------- | ------------------------- | ------------------ | ------- | -------------------- |
| Medalha de ouro   | David Rudisha             | KEN Quênia         | 1:42.15 | Recorde da temporada |
| Medalha de prata  | Taoufik Makhloufi         | ALG Argélia        | 1:42.61 | Recorde nacional     |
| Medalha de bronze | Clayton Murphy            | USA Estados Unidos | 1:42.93 | Recorde pessoal      |
| 4                 | Pierre-Ambroise Bosse     | FRA França         | 1:43.41 | Recorde da temporada |
| 5                 | Ferguson Cheruiyot Rotich | KEN Quênia         | 1:43.55 | Recorde da temporada |
| 6                 | Marcin Lewandowski        | POL Polônia        | 1:44.20 | Recorde da temporada |
| 7                 | Alfred Kipketer           | KEN Quênia         | 1:46.02 |                      |
| 8                 | Boris Berian              | USA Estados Unidos | 1:46.15 |                      |

Legenda
| Recorde mundial      | Recorde mundial (World record)               |                       | Recorde africano                      | Recorde africano (African) |                                           | Q | Classificado por posição (Qualified) |
| Recorde olímpico     | Recorde olímpico (Olympic record)            | Recorde da América    | Recorde da América (Americas)         | q                          | Classificado por melhor tempo (Qualified) |   |                                      |
| Melhor marca do ano  | Melhor marca do ano (World leading)          | Recorde asiático      | Recorde asiático (Asian)              | DNS                        | Não largou (Did not start)                |   |                                      |
| Recorde nacional     | Recorde nacional (National record)           | Recorde europeu       | Recorde europeu (European)            | DNF                        | Não terminou (Did not finish)             |   |                                      |
| Recorde pessoal      | Recorde pessoal do atleta (Personal best)    | Recorde da Oceania    | Recorde da Oceania (Oceania)          | DSQ / DQ                   | Desclassificado (Disqualified)            |   |                                      |
| Recorde da temporada | Recorde da temporada do atleta (Season best) | Recorde sul-americano | Recorde sul-americano (South America) | NM                         | Sem marca (No mark)                       |   |                                      |